# Congosorex verheyeni
Congosorex verheyeni là một loài động vật có vú trong họ Chuột chù, bộ Soricomorpha. Loài này được Hutterer, Barriere & Colyn mô tả năm 2002.